# Spiraea chartacea
Spiraea chartacea är en rosväxtart som beskrevs av Takenoshin Nakai. Spiraea chartacea ingår i släktet spireor, och familjen rosväxter. Inga underarter finns listade i Catalogue of Life.